# Посольство Украины в Эстонии
Посольство Украины в Эстонии (укр. Посольство України в Естонії) — дипломатическая миссия Украины в Эстонии, находится в Таллине.

## Задачи посольства
Основная задача Посольства Украины в Таллине представлять интересы Украины, способствовать развитию политических, экономических, культурных, научных и других связей, а также защищать права и интересы граждан и юридических лиц Украины, находящихся на территории Эстонии.
Посольство способствует развитию добрососедских отношений между Украиной и Эстонией на всех уровнях, с целью обеспечения гармоничного развития взаимных отношений, а также сотрудничества по вопросам, представляющим взаимный интерес. Посольство выполняет также консульские функции.

## История дипломатических отношений
После провозглашения независимости Украиной 24 августа 1991 года Эстония признала Украину 6 декабря 1991 года. 3 января 1992 года между Украиной и Эстонией были установлены дипломатические отношения. Основой дальнейших двусторонних отношений стал подписанный 26 мая 1992 года Договор о дружбе и сотрудничестве между Украиной и Эстонией. 1 октября 1993 года в Таллине начало работу посольство Украины в Эстонии.

## Руководители дипломатической миссии
- Кедровский Владимир Иванович (1919—1921)
- Паращук Михаил Иванович (1921)
- Голицынский Евгений Николаевич (1921)
- Терлецкий Евгений Петрович (1921—1923)
- Гладуш Виктор Дмитриевич (1992—1993)
- Олененко Юрий Александрович (30 июля 1993 — 22 июня 1999)[1][2]
- Макаревич Николай Петрович (23 июля 1999 — 11 ноября 2005)[3][4]
- Кирьяков Павел Алексеевич (30 декабря 2005 — 4 июня 2010)[5][6]
- Решетняк Владимир Николаевич (2010) временный поверенный
- Крыжановский Виктор Владимирович (27 октября 2010 — 13 июня 2017)[7][8]
- Яковенко Василий Адамович (2017—2018) временный поверенный
- Беца Марьяна Александровна (13 сентября 2018 — 17 марта 2023)[9][10]
- Кононенко Максим Алексеевич (17 марта 2023 — 21 июля 2025)[11][12]
- Боечко Владимир Васильевич (с 21 июля 2025)[13]